# 朝倉未来
朝倉 未来（あさくら みくる、1992年7月15日 - ）は、日本の男性プロ総合格闘家、YouTuber、実業家。愛知県豊橋市出身。JAPAN TOP TEAM所属。元THE OUTSIDER二階級制覇王者。BreakingDown代表取締役（CEO）。弟はプロ総合格闘家の朝倉海。

## 来歴
少年時代は極真空手、相撲を習って身体を鍛える。豊橋市立高豊中学校卒業後、愛知県立三谷水産高等学校に進学したが、傷害事件を起こし退学処分。名古屋で社会人生活を送りながら地元の豊橋で暴走族の副総長としてストリートファイトに明け暮れる日々を送る。その後、無免許運転により少年院に収容され、16歳から18歳までの1年4カ月を過ごす。退院後は格闘家を志し、禅道会豊橋道場に入門。2013年から弟の朝倉海と共に「THE OUTSIDER」に出場。
2015年
7月19日、THE OUTSIDER 第36戦の65-70kg級タイトルマッチで王者の吉永啓之輔に挑戦し、1Rに右フックでKO勝ちを収め王座獲得に成功した。
12月10日、THE OUTSIDER 大田区総合体育館SPECIALの60-65kg級タイトルマッチで、2年前に一度敗れていた王者の樋口武大に挑戦。1Rにリアネイキッドチョークで一本勝ちを収めリベンジを果たし、THE OUTSIDER史上初の2階級制覇を達成した。
2016年
3月27日、THE OUTSIDER 第39戦の65-70kg級タイトルマッチで挑戦者のRyoと対戦。2Rにギロチンチョークを仕掛けられた際、ギロチンチョークは片手のみの不完全な形で極まっておらずレフェリーもストップしなかったが、本部席の前田日明がタオルを投げ込み、主催者ストップによるTKO負けと判定されたが、後日に試合結果がノーコンテストに変更された。
9月4日、THE OUTSIDER 第42戦の60-65kg級タイトルマッチで挑戦者の古田博之と対戦し、1Rに右フックでKO勝ち。王座防衛に成功した。
12月29日、THE OUTSIDERを運営するリングスが、朝倉の契約違反により保持する60-65kg級および65-70kg級王座の剥奪を発表した。
2017年
3月11日、初の海外参戦となる、韓国・ソウルで開催されたROAD FC Young Guns32に出場しオ・ドゥソクと対戦。1Rに左ハイキックでダウンを奪いTKO勝ち。
10月28日、ROAD FC 043でイ・ギルウと対戦し、0-3の判定負け。プロ初黒星を喫した。
2018年
3月11日、THE OUTSIDER 第50戦 有明ファイナルのリング上で、ファンに向け、THE OUTSIDER卒業の挨拶を行った。

### RIZIN
8月12日、RIZINと契約し、初参戦となるRIZIN.12で元修斗・SRCフェザー級王者の日沖発と対戦。1R、日沖のタックルに左ハイキックをカウンターで合わせダウンを奪い、パウンドで追撃してTKO勝ち。
9月30日、RIZIN.13でカルシャガ・ダウトベックと対戦。スタンド、グラウンドの攻防でリードし判定勝利。
12月31日、RIZIN 平成最後のやれんのか!で元修斗フェザー級王者のリオン武と対戦。2Rに左膝蹴りでダウンを奪い、追撃のパウンドでTKO勝ち。
2019年
4月21日、RIZIN.15で9戦無敗の新鋭ルイス・グスタボと対戦。お互いに引かない激しい展開となったが、的確な打撃やテイクダウンなど総合力で差をつけ3-0の判定勝ち。無敗のグスタボに初めて土をつけた。この試合で朝倉は前歯を１本破折し、グスタボは右拳を骨折した。
5月23日、自身の公式YouTube「朝倉未来 Mikuru Asakura」チャンネルにて動画を配信し、YouTuberとして活動を開始。
7月28日、RIZIN.17のメインイベントでPXCフェザー級王者の矢地祐介と70kg契約で対戦。試合終了間際にダウンを奪うなど優勢に試合を進め、3-0の判定勝ち。試合前の2人の煽り合いが大きな話題を呼んだ試合となった。
12月31日、RIZIN.20のRIZIN×Bellator対抗戦の大将戦でジョン・マカパと対戦し3-0の判定勝ち。
2020年
2月22日、RIZIN.21のメインイベントでUFCのTUFラテンアメリカ出場者のダニエル・サラスと対戦。2Rにハイキックでダウンを奪うとパウンドでKO勝ちを収めた。試合後にリング上で、朴光哲からの対戦アピールを受けて、その場でRIZIN.22での対戦が決定したが、新型コロナウイルス流行の影響で大会が延期され、さらに朴光哲がRIZINに出場して敗れたため、対戦は実現しなかった。
11月21日、RIZIN.25のメインイベントで行われたRIZIN初代フェザー級王座決定戦で斎藤裕と対戦し、0-3の判定負け。王座獲得に失敗した。
12月31日、RIZIN.26にて斎藤戦の敗北からわずか1ヶ月で復帰戦を行い、元DEEPフェザー級王者の弥益ドミネーター聡志と対戦。1Rに左ハイキックでダウンを奪いKO勝利を収めた。
2021年
6月13日、東京ドームで開催されたRIZIN.28のメインイベントで元REBEL FCフェザー級王者のクレベル・コイケと対戦し、2Rに三角絞めによる失神一本負け。試合後のインタビューで引退を示唆するも、翌日に自身のYouTubeチャンネルで現役続行を表明した。
10月2日、RIZINとU-NEXTの共同開催大会の第1回目となるRIZIN LANDMARK vol.1のメインイベントで萩原京平と対戦し、3-0の判定勝ちを収めた。なお試合当日、この大会の独占配信を行ったU-NEXTのサイトに、RIZINのPPV視聴チケットを購入するために大量の格闘技ファンが詰めかけ、歴代最多アクセスを記録。さらに売上面でも、B'z（5回のライブの合計売上数）やサザンオールスターズの持つU-NEXT歴代最多PPV購入記録をこのRIZIN大会のPPV売上数が一夜で大きく更新した。しかし、この歴代最多アクセスによってU-NEXTの巨大サーバーが耐えきれずダウン。U-NEXTのサイトが完全に落ちてアクセス不可能となったことで、大会開始が1時間遅れる放送事故が起こった。また、大会当日にこの大会のPPVが買えないファンが続出し、PPV購入者もしばらく大会自体が視聴できなくなった。そのため多方面に大きな損失や被害が出たことからU-NEXTが謝罪する事態となった。
11月20日、ABEMAの企画「朝倉未来にストリートファイトで勝ったら1000万円」を受け、3人の挑戦者と対戦。しかし、素人である挑戦者が朝倉のパンチや膝蹴りを受けて歯の異常を訴えたり鼻を骨折するなどの大怪我をしたことや、朝倉が素人に一方的に暴力を振るうようなABEMAの放送内容に対して日本中のメディアや世間から朝倉とABEMAに批判が殺到。それにより朝倉は後日、自身のYouTubeチャンネルで「いい企画じゃなかったなと思いました。演者としてどうしなければいけないか、自分目線でしか見ていなかったことを反省しています。格闘技を広めるためにやっていたことなのに、いい広がりではなかった。弱い者いじめをしていたように見えて、よくなかった」「力の加減が難しく、参加者に怪我をさせてしまった。ABEMAの企画はもう二度としない」と謝罪する事となった。
12月31日、RIZIN.33で前RIZINフェザー級王者の斎藤裕と再戦。2Rに打撃で優勢なシーンを作るなどして、3-0の判定で勝利。405日ぶりの再戦でリベンジを果たした。
2022年
6月14日、RIZINによって記者会見が行われ、9月にさいたまスーパーアリーナで行われる、超RIZINでフロイド・メイウェザー・ジュニアとの対戦が発表された。
9月25日、超RIZINのメインイベントでボクシング世界5階級制覇王者のフロイド・メイウェザー・ジュニアとボクシングルールで対戦。3分3R、無差別級契約、判定決着なしのKOかTKOのみで決着が付くボクシングルールのエキシビションマッチで対戦。見せ場を作るも、2R終了間際にメイウェザーが放ったカウンターの右ストレートでダウンし、立ち上がるもレフェリーストップにより、2R3分15秒TKO負けを喫した。
2023年
2月8日、自身のTwitterアカウントを閉鎖。その後アカウントを復活させ、BreakingDown公式アカウントに変更した。
4月29日、RIZIN LANDMARK 5のメインイベントで元RIZINフェザー級王者の牛久絢太郎と対戦。繰り返し寝技に引き込まれるも凌ぎ、スタンドの展開で優勢となり、3-0の判定勝ちを収めた。
7月30日、超RIZIN.2のRIZINフェザー級王座決定戦でヴガール・ケラモフと対戦。試合開始序盤にシングルレックでテイクダウンされ、マウントポジションからパウンドや肘打ちで攻められると、立ち上がり際にリアネイキッドチョークをセットされて、タップアウトによる一本負けを喫し、王座獲得に失敗した。
11月19日、FIGHT CLUBでYA-MANとオープンフィンガーグローブ着用条件でキャリア初のキックボクシングルールで対戦し、1R1分17秒にKO負けを喫し、自身のInstagramやYouTubeにて引退を示唆したが、その後撤回。
2024年

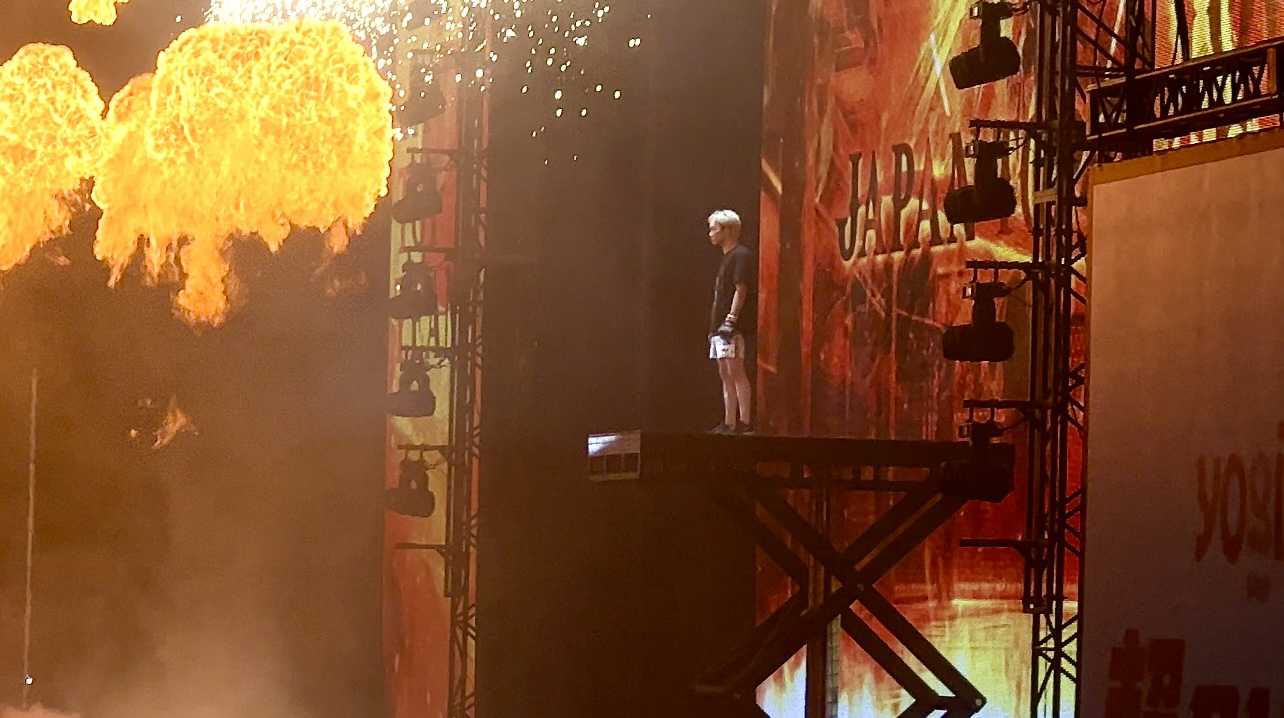
入場時の朝倉未来（2024年7月28日、超RIZIN.3）

7月28日、超RIZIN.3で行われたLMS王座決定戦で平本蓮と対戦し、1Rに左ストレートでダウンを奪われ、パウンドでMMAキャリア初のTKO負けを喫し、王座獲得に失敗した。翌日、自身のInstagramで「自分が戦うのは一旦終わりにします。格闘技が人生だったと思う。ありがとうございました」と引退を明言した。
12月31日、RIZIN DECADEの雷神番外地開始前に引退を撤回し、2025年5月にTHE MATCH2で平本蓮との再戦を行うことを発表した。
2025年
3月3日に行われたTHE MATCH2の記者会見で、平本が全治6か月の肩の怪我で欠場することが発表された。これにより5月のTHE MATCH 2は名称が変更されてRIZIN男祭りとなり、前RIZINフェザー級王者の鈴木千裕との対戦となった。
5月4日、東京ドームで行われたRIZIN男祭りにて第5代RIZINフェザー級王者でKNOCK OUT-BLACKスーパーライト級王者の鈴木千裕と対戦。1・2Rはグラウンド状態で優勢に試合を進めた後、3Rに打ち合いの中で朝倉の打撃で鈴木が瞼（まぶた）の下をカットして出血が酷くなったことからドクターチェックとなる。チェックの結果、鈴木の傷口が深かったことから試合続行不可能となり、カットによるドクターストップで3R TKO勝ちを収めた。

## 人物
趣味は将棋、囲碁、オセロ。読書も嗜む。10代のころから清木場俊介のファンであり、EXILEのコンサートにも足を運んでいた。プロ格闘家になった後、自身のYouTubeチャンネルでコラボという形で清木場と初対面した。
日本国内では破格のファイトマネーを稼いでいる選手であり、RIZINでの1試合の総収入額が1億円を超える事を明かしている。30歳での現役引退を公言していたが、後に「格闘技が1番楽しい」と気付き、まだ格闘技をやりたい欲が膨れ上がったとして、30歳での現役引退を撤回した。

## 実業
2021年2月に「1分間最強を決める」をコンセプトとしたアマチュア格闘技団体BreakingDownを設立し、2023年2月から代表取締役社長を務めている。また、芸能事務所「MAPROMOTIONS」代表取締役も務める。
アパレルブランド「MATIN AVENIR（マタン アヴニール）」を創設している。ブランド名の由来はフランス語で「朝」を意味するMATIN（マタン）とフランス語で「未来」を意味するAVENIR（アヴニール）を掛け合わせた造語となっている。その他、不動産投資、オンラインサロン、エステサロン、歌手、ジュエリーブランド、宅配冷凍弁当、育毛剤、ダイエットサプリなど、15以上の事業を手掛けており、全てを合算した年商が約30億円である事を明かしている。
歌手としては、2021年11月に作詞・作曲も担当した配信限定シングル「君が居れば」でデビュー。自身のYouTubeサブチャンネル「MikuruSong」でミュージックビデオを公開した。「MikuruSong」では、あいみょん、優里、DISH//などの「歌ってみた」動画を配信していた。2025年7月には楽曲「ラストシーン」を配信した。
2023年12月30日、溝口勇児とともに映画製作プロジェクト「YOKAE FILM」を立ち上げたことを自身のYouTubeチャンネルで発表。2025年1月31日に公開された映画『BLUE FIGHT 〜蒼き若者たちのブレイキングダウン〜』を製作した。

## 戦績

### プロ総合格闘技
| 総合格闘技 戦績 | 総合格闘技 戦績 | 総合格闘技 戦績 | 総合格闘技 戦績 | 総合格闘技 戦績 | 総合格闘技 戦績 | 総合格闘技 戦績 |
| --------------- | --------------- | --------------- | --------------- | --------------- | --------------- | --------------- |
| 25 試合         | (T)KO           | 一本            | 判定            | その他          | 引き分け        | 無効試合        |
| 19 勝           | 9               | 1               | 9               | 0               | 0               | 1               |
| 5 敗            | 1               | 2               | 2               | 0               | 0               | 1               |

| 勝敗 | 対戦相手                 | 試合結果                                        | 大会名                                                           | 開催年月日     |
| ○    | クレベル・コイケ         | 5分3R終了 判定2-1                               | 超RIZIN.4 真夏の喧嘩祭り                                         | 2025年7月27日  |
| ○    | 鈴木千裕                 | 3R 1:57 TKO（ドクターストップ：カットでの出血） | RIZIN男祭り                                                      | 2025年5月4日   |
| ×    | 平本蓮                   | 1R 2:18 TKO（左ストレート→パウンド）            | 超RIZIN.3 【LMSフェザー級王座決定戦】                            | 2024年7月28日  |
| ×    | ヴガール・ケラモフ       | 1R 2:41 リアネイキッドチョーク                  | 超RIZIN.2 【RIZINフェザー級王座決定戦】                          | 2023年7月30日  |
| ○    | 牛久絢太郎               | 5分3R終了 判定3-0                               | RIZIN LANDMARK 5                                                 | 2023年4月29日  |
| ○    | 斎藤裕                   | 5分3R終了 判定3-0                               | RIZIN.33                                                         | 2021年12月31日 |
| ○    | 萩原京平                 | 5分3R終了 判定3-0                               | RIZIN LANDMARK vol.1                                             | 2021年10月2日  |
| ×    | クレベル・コイケ         | 2R 1:51 三角絞め                                | RIZIN.28                                                         | 2021年6月13日  |
| ○    | 弥益ドミネーター聡志     | 1R 4:20 KO（左ストレート→左ハイキック）         | RIZIN.26                                                         | 2020年12月31日 |
| ×    | 斎藤裕                   | 5分3R終了 判定0-3                               | RIZIN.25 【RIZINフェザー級王座決定戦】                           | 2020年11月21日 |
| ○    | ダニエル・サラス         | 2R 2:34 KO（左ハイキック→パウンド）             | RIZIN.21                                                         | 2020年2月22日  |
| ○    | ジョン・マカパ           | 5分3R終了 判定3-0                               | RIZIN.20 【RIZIN×BELLATOR対抗戦 大将戦】                         | 2019年12月31日 |
| ○    | 矢地祐介                 | 5分3R終了 判定3-0                               | RIZIN.17                                                         | 2019年7月28日  |
| ○    | ルイス・グスタボ         | 5分3R終了 判定3-0                               | RIZIN.15                                                         | 2019年4月21日  |
| ○    | リオン武                 | 2R 2:39 TKO（左膝蹴り→パウンド）                | RIZIN 平成最後のやれんのか!                                      | 2018年12月31日 |
| ○    | カルシャガ・ダウトベック | 5分3R終了 判定3-0                               | RIZIN.13                                                         | 2018年9月30日  |
| ○    | 日沖発                   | 1R 3:45 TKO（左ハイキック→パウンド）            | RIZIN.12                                                         | 2018年8月12日  |
| ○    | CORO                     | 5分2R終了 判定3-0                               | DEEP 83 IMPACT                                                   | 2018年4月28日  |
| ×    | イ・ギルウ               | 5分3R終了 判定0-3                               | ROAD FC 043                                                      | 2017年10月28日 |
| ○    | オ・ドゥソク             | 1R 4:06 TKO（左ハイキック→パウンド）            | ROAD FC 037                                                      | 2017年3月11日  |
| ○    | 古田博之                 | 1R 2:37 KO（右フック）                          | THE OUTSIDER第42戦 【60-65kg級タイトルマッチ】                   | 2016年9月4日   |
| －   | Ryo                      | 無効試合                                        | THE OUTSIDER第39戦 【65-70kg級タイトルマッチ】                   | 2016年3月27日  |
| ○    | 樋口武大                 | 1R 3:17 リアネイキッドチョーク                  | THE OUTSIDER大田区総合体育館 SPECIAL 【60-65kg級タイトルマッチ】 | 2015年12月10日 |
| ○    | 吉永啓之輔               | 1R 2:35 KO（右フック→パウンド）                 | THE OUTSIDER第36戦 【65-70kg級タイトルマッチ】                   | 2015年7月19日  |
| ○    | 板垣守計                 | 1R 0:53 KO（パンチ）                            | DEEP CAGE IMPACT 2012 in HAMAMATSU                               | 2012年9月18日  |

### プロキックボクシング
| キックボクシング 戦績 | キックボクシング 戦績 | キックボクシング 戦績 | キックボクシング 戦績 | キックボクシング 戦績 | キックボクシング 戦績 | キックボクシング 戦績 |
| --------------------- | --------------------- | --------------------- | --------------------- | --------------------- | --------------------- | --------------------- |
| 1 試合                | (T)KO                 | 判定                  | その他                | 引き分け              | 無効試合              |                       |
| 0 勝                  | 0                     | 0                     | 0                     | 0                     | 0                     |                       |
| 1 敗                  | 1                     | 0                     | 0                     | 0                     | 0                     |                       |

| 勝敗 | 対戦相手 | 試合結果                   | 大会名     | 開催年月日     |
| ×    | YA-MAN   | 1R 1:17 KO（右ストレート） | FIGHT CLUB | 2023年11月19日 |

### エキシビション
| 勝敗 | 対戦相手                         | 試合結果                    | 大会名       | 開催年月日     |
| ×    | フロイド・メイウェザー・ジュニア | 2R 3:15 TKO（右ストレート） | 超RIZIN      | 2022年9月25日  |
| ○    | シバター                         | 1R 0:25 TKO（左フック）     | 愛媛プロレス | 2019年11月24日 |

### アマチュア総合格闘技
| 勝敗 | 対戦相手             | 試合結果                        | 大会名                                                        | 開催年月日     |
| ○    | 高橋"ルガー"大毅     | 2R 3:00 KO（右フック）          | THE OUTSIDER 第34戦 【65-70kg級王座挑戦権トーナメント 決勝】  | 2015年3月21日  |
| ○    | 木村一成             | 1R 2:27 TKO（右フック）         | THE OUTSIDER 第33戦 【65-70kg級王座挑戦権トーナメント 1回戦】 | 2014年12月7日  |
| ○    | Dark Rikuto          | 3分2R終了 判定3-0               | THE OUTSIDER 第30戦                                           | 2014年4月6日   |
| ○    | ジャマール・モルガン | 1R 1:57 TKO（パウンド）         | THE OUTSIDER 第29戦                                           | 2014年2月16日  |
| ×    | 樋口武大             | 1R 1:06 アンクルホールド        | THE OUTSIDER 第28戦                                           | 2013年12月8日  |
| ○    | ムサシ               | 2R 0:21 KO（左フック→パウンド） | RINGS×THE OUTSIDER 合同大会                                   | 2013年6月9日   |
| ○    | 庵野隆馬             | 1R 2:35 KO（左フック）          | THE OUTSIDER 第25戦                                           | 2013年4月21日  |
| ○    | 島田講平             | 1R 1:56 リアネイキッドチョーク  | THE OUTSIDER 第24戦                                           | 2013年2月10日  |
| ×    | TATSUMI              | リアネイキッドチョーク          | 修羅 Vol.3                                                    | 2013年1月13日  |
| ○    | ブラックコンバ       | リアネイキッドチョーク          | 黒王 Vol.6                                                    | 2012年11月18日 |
| ○    | 上田稔               | 5分2R終了 判定3-0               | 黒王 Vol.5                                                    | 2012年5月27日  |

## 獲得タイトル
- 第5代THE OUTSIDER 65-70kg級王座（2015年）
- 第3代THE OUTSIDER 60-65kg級王座（2015年）

## 表彰
- THE OUTSIDER 第28戦 根性賞
- THE OUTSIDER 第30戦 ベストバウト賞
- YouTubeクリエイターアワード、 シルバークリエイターアワード（2019年）
- Yahoo!検索大賞2020・アスリート部門賞（2020年）[86]
- 日刊バトル大賞 MVP（2021年）[87]

## アイドルグループのプロデュース
2024年6月に開始したアイドルオーディション番組『Dark Idol』(ABEMA)の発起人であり、プロデュースを担当。コンセプトは「挫折や葛藤を持つ女性のセカンドチャンスを応援する」。同年9月に最終審査を終え、6人のメンバーが選出された。
メンバーの脱退、加入を経て2025年4月にグループ名がToi Toi Toi（トイ トイ トイ）に決定し、アソビシステムからデビュー。

### メンバー
- 前垣さら (まえがき さら、2001年1月29日（24歳）)

アイドルグループでの活動後、舞台俳優として活動。長野県出身。
- 星野ティナ (ほしの ティナ、2001年5月8日（24歳）)

アイドルグループ、キャバ嬢として活動。東京都出身。
- 谷屋杏香 (たにや きょうか、1998年8月27日（26歳）)

Nizi Projectに参加。静岡県出身。
- 橋本萌花 (はしもと もか、1998年7月28日（27歳）)

モデル、グラビアアイドルとして活動。兵庫県出身。
- 一条カオリ (いちじょう カオリ、1998年7月16日（27歳）)

2024年3月までアイドルグループで活動。埼玉県出身。
- さくらもも (2000年4月1日（25歳）)

2025年4月加入。元63angel(旧バーレスク東京)ダンサーとして2025年3月まで活動。グラビアアイドル、タレントとして活動。香川県出身。

### 旧メンバー
- 石川侑依 (いしかわ ゆい、2001年5月21日（24歳）)

2024年3月に慶應大学を卒業。芸能活動の経験無し。福岡県出身。

## 著作
- 『強者の流儀』（KADOKAWA、2020年2月27日） ISBN 978-4046056757
- 『路上の伝説』（KADOKAWA、2020年12月24日） ISBN 978-4046048868

## メディア出演

### 書籍
- 『KAMINOGE Vol.45』[91]（東邦出版、2015年8月1日）ISBN 9784809413438 （朝倉兄弟インタビュー）
- 『KAMINOGE 91』（東邦出版、2019年7月1日）ISBN 9784809416835 「〝ストリートの伝説〟朝倉未来」（単独インタビュー）
- 『KAMINOGE 93』（東邦出版、2019年9月2日）ISBN 9784809416972 「〝ストリートの伝説〟朝倉未来」（単独インタビュー）
- 『ゴング格闘技 2019年7月号』（アプリスタイル、2019年5月23日）「スパーリング対談!」 （堀口恭司と対談）
- 『ゴング格闘技 2019年9月号』（アプリスタイル、2019年7月23日）「朝倉未来×海 with 大沢ケンジ」（朝倉兄弟と大沢ケンジの対談）
- 『ゴング格闘技 2020年1月号』（アプリスタイル、2019年11月25日）「Bellator対抗戦で大将出陣」（単独インタビュー）
- 『ゴング格闘技 2020年3月号』（アプリスタイル、2020年1月23日）「Bellator対抗戦“快勝"対談」（渡辺華奈と対談）
- 『Fight&Life Vol.77』（フィットネススポーツ、2020年2月22日）「朝倉未来の正体。100の質問から見えてきた朝倉未来の素顔とは？」（単独インタビュー）
- 『ゴング格闘技 2020年5月号』（アプリスタイル、2020年3月23日）松原隆一郎教授が訊く 朝倉未来、必死の生。「死とはご褒美である」

### テレビ
- めざましテレビ（2019年10月11日、フジテレビ系列）- 朝倉海と出演
- 東京オーディション（仮）（2019年12月、TOKYO MX）- 12月ゲスト審査員[92]
- アウト×デラックス（2019年12月19日、フジテレビ系列）- 矢地祐介、朝倉海と出演
- プレミアの巣窟（2019年12月23日、フジテレビ系列）- 高田延彦、朝倉海と出演
- Live News it!（2019年12月26日、フジテレビ系列）- 高田延彦、朝倉海と出演
- ダウンタウンDX（2020年1月30日[93]、日本テレビ系列）- 朝倉海と出演
- ただいま!テレビ（2020年2月6日[94]、テレビ静岡）- 朝倉海と出演
- しくじり先生 俺みたいになるな!!（2020年5月5日[95]、テレビ朝日・AbemaTV）
- ぽかぽか（2023年3月24日、フジテレビ系列）

### ラジオ
- K-mix RADIOKIDS（2020年2月6日、静岡エフエム放送）- 朝倉海と出演

### CM
- 鬼丸ホーム（2020年4月 - ）
- SNSエンターテイメント「喧嘩道」（2020年4月 - ）※朝倉海と共演
- 霧島天然水のむシリカ[96][97]

### ゲーム
- 龍が如く8（2024年1月26日）- アサクラ 役